# Преступление (фильм, 1960)
Преступление (итал. Crimen, фр. Chacun son alibi) — итальянский комедийный фильм 1960 года режиссера Марио Камерини. Фильм имел два ремейка: первый — «Я не вижу, вы не говорите, он не слышит», был создан тем же режиссером Камерини в 1971 году, второй — «Однажды преступив закон» был снят в 1992 году Юджином Леви. В главных ролях снялись Альберто Сорди, Витторио Гассман и Нино Манфреди.

## Сюжет
В поезде, идущем до Монте-Карло, едут пятеро итальянцев: невеста и жених Ремо Капретти и Марина Колуччи Капретти, которые мечтают на выигранные в казино деньги открыть в Риме свою парикмахерскую; игрок Альберто Францетти, который едет на Ривьеру, где его ждет жена Элеонора Францетти; а также незамужняя пара Квирино Филонци и Джованна Филонци, нашедшие потерявшуюся собачку-таксу - они надеются получить за нее большое вознаграждение, о котором было объявлено в газете. Однако обстоятельства складываются так, что все эти люди оказываются под подозрением при расследовании убийства владелицы найденной собачки.